# Kazuki Hara
Kazuki Hara (født 5. januar 1985) er en japansk fodboldspiller, som spiller for den japanske fodboldklub Kamatamare Sanuki.